# Stetsonville
Stetsonville è un villaggio degli Stati Uniti d'America, situato in Wisconsin, nella contea di Taylor.

## Storia
Stetsonville fu fondata quando la Wisconsin Central Railway costruì la sua linea attraverso l'area nel 1872, dirigendosi a nord verso Ashland. La fermata fu inizialmente chiamata "63". Nel 1875, Isiah Stetson costruì la prima segheria in città. La città fu poi chiamata in suo onore.
Gli abitanti di Stetsonville prelevavano l'acqua da pozzi privati fino agli anni '80, quando cominciò ad apparire contaminazione da petrolio in alcuni di essi. Una pulizia completa della fonte era impossibile, quindi nel 2010 il villaggio istituì un sistema idrico municipale, con l'aiuto del DNR (Dipartimento delle Risorse Naturali), dell'USDA (Dipartimento dell'Agricoltura degli Stati Uniti), dell'American Recovery and Reinvestment Act.